# Heinrich Liebe
Heinrich Liebe (ur. 28 stycznia 1908, zm. 27 lipca 1997) – Niemiec, fregattenkapitän, jeden z najskuteczniejszych dowódców niemieckich okrętów podwodnych podczas II wojny światowej. Dowodził kolejno U-2 (1 października 1936 roku – 31 stycznia 1938 roku), U-10 (dwukrotnie) i U-38 (24 października 1938 roku – 14 lipca 1941 roku). Od lutego do kwietnia 1938 roku służył w sztabie FdU, w kwietniu tego roku objął dowodzenie szkołą U-Bootów, która kierował do sierpnia 1938 roku. Od lipca 1941 roku do sierpnia 1944 roku pełnił funkcję doradcy w OKM/SKL. Awansowany do stopnia fregattenkapitäna 1 października 1944 roku. Odznaczony Krzyżem Rycerskim z dniem 14 sierpnia 1940 roku, jako 24. w Kriegsmarine i 8. w U-Bootwaffe, 10 czerwca 1941 roku został udekorowany Liśćmi Dębu jako 13. w Wehrmachcie, 4. w Kriegsmarine oraz 4. w U-Bootwaffe. Podczas działań wojennych, zatopił 34 statki o łącznym tonażu 187 267 BRT oraz uszkodził jedną jednostkę o tonażu 3670 BRT. Po wojnie powrócił do wschodnich Niemiec.